# Burg Hugenberg
Die Burg Hugenberg ist eine abgegangene Burg mitten im Dorf Bronnweiler, einem heutigen Stadtteil von Reutlingen im Landkreis Reutlingen in Baden-Württemberg.
Die nicht mehr genau lokalisierbare Burg war um 1120 im Besitz der Herren von Hugenberg, einem Zweig der Herren von Stoffeln.